# Il verdetto della paura
Il verdetto della paura (Trial by Jury) è un film del 1994 diretto da Heywood Gould.

## Trama
Valerie Alston è una donna con un bambino piccolo a carico e senza marito, che è un giurato in un processo in cui è imputato un mafioso, Rusty Pirone, il quale usa ogni mezzo per intimorirla e cercare di corromperla.

## Curiosità
- Nel film il regista David Cronenberg interpreta un cameo.